# グリーンシート
グリーンシートは、非上場企業の株式（店頭取扱有価証券）などを売買できるように、日本証券業協会が1997年7月から2018年3月まで設けていた制度。また、この制度に登録されている銘柄のことをいうときもあるが、これはグリーンシート銘柄の略である。
グリーンシートという呼称はアメリカ合衆国のピンクシート (Pink Sheets)を範としつつ、若い樹木が若葉を次々と芽吹きながら大きく成長していくように、ベンチャー企業が若々しくいきいきと活動・成長していくようにとの願いが込められている。2004年6月2日に「証券取引法等の一部を改正する法律」が可決され、同年6月9日より、証券取引法（現:金融商品取引法）の規制を受けることになった。
日本国内において、2015年から金融商品取引法等の改正を受け、クラウドファンディングでの未上場株式発行による資金調達が合法化されたことから、日本証券業協会により未上場株式の交換の場として「株式投資型クラウドファンディング」が創設されたことを受け、グリーンシート制度は経過措置期間を経て、2018年3月31日に廃止されたため、同日をもってグリーンシート銘柄の取引は終了した。経過措置期間は新たな銘柄や取扱会員の指定は行なわれなかった。

## 概要
「店頭取扱有価証券」の要件を満たしているもののうち、証券会社が一定の審査を行い、日本証券業協会に対して届出を行った上で、その証券会社が継続的に売り気配・買い気配を提示している銘柄がグリーンシート銘柄に指定される。従って、指定銘柄には必ず取扱会員となる証券会社が指定されている。取扱会員がゼロになればグリーンシート銘柄の指定が取り消される。取引所上場企業と同様の手順で、証券コードも付与される。
売買は銘柄ごとに指定された取扱会員または準取扱会員を通してでないと行うことができない。グリーンシート銘柄を取り扱っている証券会社であっても、その銘柄を取り扱っていなければ売買できない。四半期ごとの決算開示や適時開示など、TDnetを利用し上場会社並みの情報開示が求められる。このため、監査法人または公認会計士による監査が求められる。監査で適法意見がもらえず、決算が確定しない場合にはグリーンシート銘柄の指定が取り消される場合もある。市場への上場や営業活動の停止の他に、プライベートカンパニーを選択して指定取り消しとなる場合もあった。→後述
売買実績は上場証券よりかなり少なく、1週間続けて注文を出しても売買できないケースも少なくない。短期売買は極めて困難であり、換金リスクもある。このようなリスクがあることから、取扱証券会社は、取引を初めて行う顧客に対してリスク等を平易に記載した契約締結交付書面を交付し、「グリーンシート銘柄等の取引に関する確認書」を徴求し、取引の都度、グリーンシート銘柄であることを明示することが必要であった。
グリーンシートはベンチャー企業に対するリスクマネーの供給を目的として創設された経緯から登録企業は取扱証券会社を通じて公募増資（募集）により資金調達を行っている。グリーシートで募集を行った会社数は151社、募集総額は110億円を超える。有価証券届出書が不要な1億円未満の募集が圧倒的多数を占めるが、有価証券届出書を提出して、1億円以上の募集を行っているケースもある。有価証券届出書が不要なケースでは、日本証券業協会が定めた「会社内容説明書」によって開示を行う。「会社内容説明書」は有価証券届出書に準じた書式であるが、経理の状況に監査付の財務諸表のほか事業計画数値が開示されているのが特徴である。
なお、グリーンシート銘柄は、金融商品取引法では「店頭取扱有価証券」と定義され、上場有価証券にかかるインサイダー取引規制等の不公正取引規制が課せられている。そのため上場有価証券に準じて、TDネットにおける四半期開示及び適時開示が義務付けられていた。取扱証券会社最大手のディー・ブレイン証券では、監査とは別にプロフェッショナルパートナーと呼ばれる公認会計士を配置して、情報開示をサポートしていた。ただし登録企業の中には業績悪化により開示コストの負担ができなくなり、開示が滞るケースが増え、その後の制度廃止の遠因ともなった。
グリーンシートはJASDAQや東証・マザーズなどの上場(IPO)へのステップとして宣伝されており、実際に13社が上場を達成している。→後述。ただし、営業活動停止による指定取り消しや、プライベートカンパニーを選択して指定が取り消されるケースも多く、上場証券に比べて、さらにリスクが高いことを理解の上、取引に参加することが求められる。IPOバブル最盛期には「新規公開の青田買いができる」と注目されたが、リーマンショック後の新興市場低迷のあおりを受け、新規登録銘柄が激減。取扱主幹事で9割を超える一時ほどの人気がない。グリーンシートの売買高は年々低迷していき、各証券会社とも収益の上がらないグリーンシート銘柄の取り扱いに消極的になっていた。しかしながら過去には、著名なスターを数多く輩出した沖縄アクターズスクール（キャタリスト証券）などの登録で、市場としての注目を浴びる場面もあった。
日本証券業協会が設けた制度であり、2005年頃から社会問題となった「未公開株の勧誘」とは全く異なる。
登録銘柄はエマージング、オーディナリー、投信・SPCの3つの区分に分けられている。以前はリージョナル、フェニックスいう区分もあった。

### リージョナル区分
リージョナル区分は、地域密着型企業向けの区分であり、グリーンシート制度発足以前から売買されていた非上場の店頭取扱有価証券銘柄をグリーンシートの制度に組み込んだものであった。2005年4月1日をもって廃止され、代わりにオーディナリー区分が設けられた。廃止時に指定されていたのは17銘柄で北陸地方(富山県)に本社のある銘柄が多かった。
リージョナル区分廃止時に指定されていた銘柄
- 金沢名鉄丸越百貨店
- 北日本放送
- 廣貫堂
- センコー産業
- 太平
- 立山開発鉄道
- 戸出物産
- 富山第一銀行
- 富山地方鉄道
- 奈良交通
- 日本海ガス
- 福井鉄道
- 福邦銀行
- ホクコン
- 北陸鉄道
- YKK
- パレスホテル

### フェニックス区分
フェニックス区分は、時価総額や株主数の不足などで上場廃止になった銘柄で売買の場が必要だと認められた銘柄が指定される区分であった。粉飾などでの上場廃止では指定されない。かつての店頭管理銘柄に相当する。
2006年3月15日、フェニックス区分の取扱いの移行基準の見直しが行なわれ、旧フェニックス銘柄であった銘柄は現在オーディナリー区分に指定されていた。
※銘柄名（証券コード）前市場、上場廃止事由
- 信貴造船所（7052）JQ、時価総額基準不足
- 太平化学製品（4223）東証2部、資本金不足
- 太陽毛絲紡績（3211）JQ、時価総額基準不足
- チッソ（4006）東証1部、債務超過
- プラス・テク（4219）東証2部、時価総額基準不足
- 三国商事（8062）東証2部、債務超過3期連続・資本金不足
- 深川製磁（5335）福証、時価総額基準不足
- オリエント時計（7764）東証2部、債務超過3期連続

## 制度の歴史
- 1996年7月 - 通産省ベンチャー資金調達環境整備研究会より、未登録・未上場株式の流通性の向上が提言される。
- 1997年7月1日 - 気配公表銘柄制度の創設。規則化しグリーンシートが開設された。
- 1999年12月27日 - グリーンシート専用Webサイトが開設された。
- 2000年7月19日 - 毎日気配を公表する銘柄の創設し、エマージング、フェニックス、リージョナルの３区分を導入する。
- 2006年3月15日 - フェニックス区分の取扱い、エマージング区分からオーディナリー区分への移行基準の見直しが行なわれる。
- 2015年2月27日 - 日本証券業協会より「非上場株式の取引制度等に関するワーキング・グループ」報告書が公表され、新規指定を行わない経過措置期間となる。
- 2018年3月31日 - 制度廃止。

## 指定銘柄

### エマージング区分
成長性が認められた銘柄であり、多くがこの銘柄である。
| 気配提示開始日 | 企業名                                                 | コード | 業種         | 主幹事証券                          |
| -------------- | ------------------------------------------------------ | ------ | ------------ | ----------------------------------- |
| 1998年3月30日  | パルク                                                 | 4809   | サービス業   | ディー・ブレイン（現 日本クラウド)  |
| 1998年6月19日  | ビーエルジェー                                         | 4810   | 情報・通信業 | ディー・ブレイン（現 日本クラウド） |
| 1998年8月3日   | パフ                                                   | 4808   | サービス業   | ディー・ブレイン（現 日本クラウド） |
| 1999年9月      | ララ                                                   | 1732   | 建設業       | ディー・ブレイン（現 日本クラウド） |
| 1999年11月15日 | 旅籠屋                                                 | 4807   | サービス業   | ディー・ブレイン（現 日本クラウド） |
| 2000年1月12日  | ア・ラトレ                                             | 8885   | 不動産業     | ディー・ブレイン（現 日本クラウド） |
| 2000年2月14日  | 電子システム                                           | 1733   | 建設業       | ディー・ブレイン（現 日本クラウド） |
| 2000年3月7日   | クセロ                                                 | 4805   | 情報・通信業 | ディー・ブレイン（現 日本クラウド） |
| 2000年4月28日  | ユニメディカル                                         | 4562   | 医薬品業     | ディー・ブレイン（現 日本クラウド） |
| 2000年6月      | アスコット・コム                                       | 4804   | 情報・通信業 | ディー・ブレイン（現 日本クラウド） |
| 2000年8月21日  | K-GOLDインターナショナル （旧商号 カワシマ・ゴールド） | 2679   | 小売業       | ディー・ブレイン（現 日本クラウド） |
| 2000年10月19日 | 風船工房匠                                             | 7852   | その他製造業 | ディー・ブレイン（現 日本クラウド） |
| 2001年5月23日  | 大泰                                                   | 2699   | 小売業       | ディー・ブレイン（現 日本クラウド） |
| 2001年6月21日  | レッド写真サービス                                     | 4285   | サービス業   | ディー・ブレイン（現 日本クラウド） |
| 2001年6月21日  | アイシービーアイワイジャパン                           | 2704   | 小売業       | ディー・ブレイン（現 日本クラウド） |
| 2002年3月1日   | コンピュータ・イメージ研究所                           | 4554   | 情報・通信業 | ディー・ブレイン（現 日本クラウド） |
| 2002年3月1日   | オフィスG&P                                            | 4353   | 情報・通信業 | ディー・ブレイン（現 日本クラウド） |
| 2002年5月28日  | ジャパン・トゥエンティワン                             | 2308   | サービス業   | ディー・ブレイン（現 日本クラウド） |
| 2002年7月1日   | アクシコ                                               | 2312   | サービス業   | ディー・ブレイン（現 日本クラウド） |
| 2002年7月1日   | ファイネストコミュニケーション                         | 2313   | 情報・通信業 | ディー・ブレイン（現 日本クラウド） |
| 2002年7月1日   | シーキューブ                                           | 2739   | 卸売業       | ディー・ブレイン（現 日本クラウド） |
| 2002年7月22日  | コマップ                                               | 2407   | サービス業   | ディー・ブレイン（現 日本クラウド） |
| 2002年7月24日  | 日本ジッコウ                                           | 2741   | 卸売業       | ディー・ブレイン（現 日本クラウド） |
| 2002年8月2日   | オプトグラフ                                           | 2319   | 情報・通信業 | ディー・ブレイン（現 日本クラウド） |
| 2002年8月2日   | エムディケー                                           | 6733   | 電気機器     | ディー・ブレイン（現 日本クラウド） |
| 2002年8月2日   | オオシマ自工                                           | 7216   | 輸送用機器   | ディー・ブレイン（現 日本クラウド） |
| 2002年8月23日  | キノシタオート                                         | 2745   | 卸売業       | ディー・ブレイン（現 日本クラウド） |
| 2002年8月23日  | 雄山閣                                                 | 9469   | サービス業   | ディー・ブレイン（現 日本クラウド） |
| 2002年9月9日   | フォス                                                 | 4986   | 化学         | ディー・ブレイン（現 日本クラウド） |
| 2002年9月24日  | イオレ                                                 | 2334   | サービス業   | ディー・ブレイン（現 日本クラウド） |
| 2002年9月30日  | ジェット証券                                           | 2334   | 証券業       | ディー・ブレイン（現 日本クラウド） |
| 2002年10月4日  | きくや                                                 | 2225   | 小売業       | ディー・ブレイン（現 日本クラウド） |
| 2002年10月4日  | 富士テクノソリューションズ                             | 2336   | サービス業   | ディー・ブレイン（現 日本クラウド） |
| 2002年10月31日 | 野外科学                                               | 2336   | サービス業   | ディー・ブレイン（現 日本クラウド） |
| 2002年11月13日 | ケイ・エム・エー                                       | 2343   | サービス業   | ディー・ブレイン（現 日本クラウド） |
| 2002年11月29日 | テックウェイ                                           | 2755   | 情報・通信業 | ディー・ブレイン（現 日本クラウド） |
| 2002年12月3日  | 日本システムアンドマネージメント                       | 8797   | 保険業       | ディー・ブレイン（現 日本クラウド） |
| 2002年12月13日 | スペリオル                                             | 2348   | 情報・通信業 | ディー・ブレイン（現 日本クラウド） |
| 2003年1月6日   | オストジャパングループ                                 | 2757   | 小売業       | ディー・ブレイン（現 日本クラウド） |
| 2003年1月10日  | エイジア                                               | 2352   | 情報・通信業 | ディー・ブレイン（現 日本クラウド） |
| 2003年2月7日   | メッセージワン                                         | 2357   | 情報・通信業 | ディー・ブレイン（現 日本クラウド） |
| 2003年2月17日  | TDOグラフィックス                                      | 2765   | 卸売業       | ディー・ブレイン（現 日本クラウド） |
| 2003年2月20日  | イルカネットワーク                                     | 2358   | サービス業   | ディー・ブレイン（現 日本クラウド） |
| 2003年3月3日   | エクセルシア                                           | 4081   | 化学         | ディー・ブレイン（現 日本クラウド） |
| 2003年4月1日   | スリーエス・フーズ                                     | 2770   | 小売業       | ディー・ブレイン（現 日本クラウド） |
| 2003年4月14日  | フィスコン                                             | 2771   | 卸売業       | ディー・ブレイン（現 日本クラウド） |
| 2003年4月14日  | ユーホーケミカル                                       | 2771   | 化学         | ディー・ブレイン（現 日本クラウド） |
| 2003年5月21日  | エコワールド沖縄                                       | 6725   | 電機機器     | ディー・ブレイン（現 日本クラウド） |
| 2003年6月18日  | キューブプランニング                                   | 2365   | サービス業   | ディー・ブレイン（現 日本クラウド） |
| 2003年8月1日   | ガイアフィールド                                       | 8916   | 不動産業     | ディー・ブレイン（現 日本クラウド） |
| 2003年8月22日  | 洛王セレモニー                                         | 2368   | サービス業   | ディー・ブレイン（現 日本クラウド） |
| 2003年8月29日  | レジナ                                                 | 2738   | 商業         | ディー・ブレイン（現 日本クラウド） |
| 2003年9月10日  | 京ろまん                                               | 2785   | 小売業       | ディー・ブレイン（現 日本クラウド） |
| 2003年9月12日  | 日本システムデザイン                                   | 3721   | 情報・通信業 | ディー・ブレイン（現 日本クラウド） |
| 2003年11月6日  | サン・ダイアル                                         | 2381   | サービス業   | ディー・ブレイン（現 日本クラウド） |
| 2003年11月11日 | 日本環境美化協会                                       | 2380   | サービス業   | ディー・ブレイン（現 日本クラウド） |
| 2003年11月14日 | エトレ                                                 | 2382   | サービス業   | ディー・ブレイン（現 日本クラウド） |
| 2003年11月19日 | ハウインターナショナル                                 | 3729   | 情報・通信業 | ディー・ブレイン（現 日本クラウド） |
| 2003年11月26日 | チャイルドフッド                                       | 2380   | 情報・通信業 | ディー・ブレイン（現 日本クラウド） |
| 2004年4月12日  | カナヤマコーポレーション                               | 8926   | 不動産業     | ディー・ブレイン（現 日本クラウド） |
| 2004年5月26日  | OMソーラー                                             | 2401   | 金属製品     | ディー・ブレイン（現 日本クラウド） |
| 2004年7月5日   | リビングギャラリー                                     | 8930   | 不動産業     | ディー・ブレイン（現 日本クラウド） |
| 2004年7月16日  | アイジーコンサルティング                               | 1714   | 建設業       | ディー・ブレイン（現 日本クラウド） |
| 2004年8月5日   | ダッツ                                                 | 3336   | 小売業       | ディー・ブレイン（現 日本クラウド） |
| 2004年8月20日  | 日本ホームスパン                                       | 3219   | 繊維製品     | ディー・ブレイン（現 日本クラウド） |
| 2004年8月31日  | ネクサスホールディングス （旧商号 NEXUS）              | 3748   | 情報・通信業 | ディー・ブレイン（現 日本クラウド） |
| 2004年9月30日  | 日本エコカ工業                                         | 3345   | 卸売業       | ディー・ブレイン（現 日本クラウド） |
| 2004年11月19日 | ジェイクリエイション                                   | 3757   | 情報・通信業 | IPO                                 |
| 2004年11月26日 | ミック経済研究所                                       | 3759   | 情報・通信業 | ディー・ブレイン（現 日本クラウド） |
| 2005年2月4日   | 自由が丘フラワーズ                                     | 3363   | 卸売業       | ディー・ブレイン（現 日本クラウド） |
| 2005年3月18日  | アサヒ商会                                             | 3368   | 卸売業       | ディー・ブレイン（現 日本クラウド） |
| 2008年10月8日  | 沖縄アクターズスクール                                 | 2184   | サービス業   | キャタリスト（現 JC）               |
| 2008年12月9日  | コーラルカーム                                         | 2187   | サービス業   | キャタリスト（現 JC）               |
| 2010年5月6日   | サンマエデュケーション1                                | 2197   | サービス業   | キャタリスト（現 JC）               |

Notes
1）2010年9月13日、オーディナリー区分より区分変更

### オーディナリー区分
成長性は認められないが、グリーンシート銘柄として適当だと認められた銘柄である。以前あったリージョナル区分に代わって設けられた。
| 気配提示開始日 | 企業名                                                                                           | コード    | 業種             | 主幹事証券                                                             |
| -------------- | ------------------------------------------------------------------------------------------------ | --------- | ---------------- | ---------------------------------------------------------------------- |
| 1999年10月1日  | 太平化学製品                                                                                     | 4223      | 化学             | みずほ                                                                 |
| 1999年10月1日  | 三国商事                                                                                         | 8062      | 卸売業           | ディー・ブレイン（現 日本クラウド）                                    |
| 2000年4月3日   | チッソ                                                                                           | 4006      | 化学             | みずほ                                                                 |
| 2004年3月1日   | プラス・テク                                                                                     | 4219      | 化学             | みずほ                                                                 |
| 2004年8月2日   | 信貴造船所                                                                                       | 7052      | 輸送             | ディー・ブレイン（現 日本クラウド）                                    |
| 2004年8月2日   | 太陽毛絲紡績                                                                                     | 3211      | 繊維製品         | みらい                                                                 |
| 2005年4月21日  | アイコーメディカル                                                                               | 2441      | サービス業       | ディー・ブレイン（現 日本クラウド）                                    |
| 2005年4月21日  | アイ・ラーニング                                                                                 | 2442      | サービス業       | ディー・ブレイン（現 日本クラウド）                                    |
| 2005年4月21日  | 立神工業                                                                                         | 2443      | サービス業       | ディー・ブレイン（現 日本クラウド）                                    |
| 2005年6月21日  | クルーズ・ジャパン                                                                               | 3378      | 小売業           | ディー・ブレイン（現 日本クラウド）                                    |
| 2005年7月22日  | コンピュータマインド                                                                             | 2452      | サービス業       | ディー・ブレイン（現 日本クラウド）                                    |
| 2005年7月22日  | 春うららかな書房                                                                                 | 3380      | 卸売業           | ディー・ブレイン（現 日本クラウド）                                    |
| 2005年8月26日  | 大生産業                                                                                         | 1403      | 建設業           | ディー・ブレイン（現 日本クラウド）                                    |
| 2005年8月26日  | 名学館ホールディングス1                                                                          | 2455      | サービス業       | ディー・ブレイン（現 日本クラウド）                                    |
| 2005年9月2日   | テクノシステムズ                                                                                 | 2456      | サービス業       | ディー・ブレイン（現 日本クラウド）                                    |
| 2005年9月14日  | アスクリンク                                                                                     | 2457      | サービス業       | ディー・ブレイン（現 日本クラウド）                                    |
| 2005年9月30日  | はせ川コーポレーション                                                                           | 3389      | サービス業       | ディー・ブレイン（現 日本クラウド）                                    |
| 2005年10月5日  | 第一住創                                                                                         | 3389      | 建設業           | ディー・ブレイン（現 日本クラウド）                                    |
| 2005年11月14日 | フォトニクスソリューション                                                                       | 6660      | 電気機器         | ディー・ブレイン（現 日本クラウド）                                    |
| 2005年12月27日 | 技建                                                                                             | 1406      | 建設業           | ディー・ブレイン（現 日本クラウド）                                    |
| 2006年1月24日  | CMJ JAPAN                                                                                        | 3795      | 情報・通信業     | ディー・ブレイン（現 日本クラウド）                                    |
| 2006年2月7日   | 宝木スタッフサービス                                                                             | 2472      | サービス業       | ディー・ブレイン（現 日本クラウド）                                    |
| 2006年2月23日  | レキオス                                                                                         | 8994      | 不動産業         | ディー・ブレイン（現 日本クラウド）                                    |
| 2006年4月3日   | ユニビオ                                                                                         | 2482      | サービス業       | ディー・ブレイン（現 日本クラウド）                                    |
| 2006年4月21日  | デジタルコンテンツ                                                                               | 3805      | 情報・通信業     | ディー・ブレイン（現 日本クラウド）                                    |
| 2006年5月24日  | 碧 (那覇市の企業)                                                                                | 3039      | 小売業           | ディー・ブレイン（現 日本クラウド）                                    |
| 2006年9月7日   | ディー・ブレイン証券2                                                                            | 2125      | サービス業       | 指定時：ジェット                                                       |
| 2006年9月12日  | マルモ商事                                                                                       | 3056      | 小売業           | ディー・ブレイン（現 日本クラウド）                                    |
| 2006年9月22日  | ミナミ保険                                                                                       | 8768      | 保険業           | ディー・ブレイン（現 日本クラウド）                                    |
| 2006年9月29日  | ファーストドリーム                                                                               | 2129      | サービス業       | ディー・ブレイン（現 日本クラウド）                                    |
| 2006年10月5日  | リライフコーポレーション                                                                         | 1409      | 建設業           | ディー・ブレイン（現 日本クラウド）                                    |
| 2006年10月16日 | 寿々工                                                                                           | 3438      | 製造業           | ディー・ブレイン（現 日本クラウド）                                    |
| 2006年10月20日 | ASS                                                                                              | 1410      | 不動産業         | ディー・ブレイン（現 日本クラウド）                                    |
| 2006年11月13日 | 近畿トータルホーム                                                                               | 1411      | 建設業           | ディー・ブレイン（現 日本クラウド）                                    |
| 2006年12月4日  | ライフステーション                                                                               | 8773      | 保険業           | ディー・ブレイン（現 日本クラウド）                                    |
| 2007年2月15日  | ワンズ                                                                                           | 2141      | サービス業       | ディー・ブレイン（現 日本クラウド）                                    |
| 2007年4月20日  | オートハマーズ                                                                                   | 3081      | 小売業           | ディー・ブレイン（現 日本クラウド）                                    |
| 2007年8月16日  | カーゾーン                                                                                       | 2161      | サービス業       | ディー・ブレイン（現 日本クラウド）                                    |
| 2008年1月4日   | 深川製磁                                                                                         | 5335      | ガラス・土石製品 | ディー・ブレイン（現 日本クラウド）                                    |
| 2008年1月15日  | iSERVE                                                                                           | 2171      | サービス業       | ディー・ブレイン（現 日本クラウド）                                    |
| 2008年1月22日  | 東京住宅                                                                                         | 1415      | 建設業           | ディー・ブレイン（現 日本クラウド）                                    |
| 2008年1月25日  | エグザート                                                                                       | 3621      | 情報・通信業     | ディー・ブレイン（現 日本クラウド）                                    |
| 2008年4月15日  | グランディーズ                                                                                   | 3261      | 不動産業         | ディー・ブレイン（現 日本クラウド）                                    |
| 2008年4月21日  | リビングワールド                                                                                 | 3262      | 不動産業         | ディー・ブレイン（現 日本クラウド）                                    |
| 2008年9月11日  | パブリックトラスト                                                                               | 3142      | 卸売業           | ディー・ブレイン（現 日本クラウド）                                    |
| 2008年10月15日 | ファインネットテクノロジー                                                                       | 3631      | 情報・通信業     | ディー・ブレイン（現 日本クラウド）                                    |
| 2008年10月30日 | インフォース                                                                                     | 3144      | 卸売業           | ディー・ブレイン（現 日本クラウド）                                    |
| 2008年11月11日 | マイコロジーテクノ                                                                               | 3145      | 卸売業           | ディー・ブレイン（現 日本クラウド）                                    |
| 2009年2月3日   | アメニティ                                                                                       | 2188      | サービス業       | ディー・ブレイン（現 日本クラウド）                                    |
| 2009年2月6日   | ザ・レジェンド・ホテルズ&トラスト                                                                | 2189      | サービス業       | ディー・ブレイン（現 日本クラウド）                                    |
| 2009年5月22日  | ウインド・カー                                                                                   | 3152      | 小売業           | ディー・ブレイン（現 日本クラウド）                                    |
| 2009年5月27日  | フィル・カンパニー                                                                               | 3267      | 不動産業         | ディー・ブレイン（現 日本クラウド）                                    |
| 2009年6月22日  | わかば総研                                                                                       | 2192      | サービス業       | ディー・ブレイン（現 日本クラウド）、アルバース（現 EVOLUTION JAPAN）3 |
| 2009年8月6日   | グッドコム4                                                                                      | 3155      | 小売業           | キャタリスト（現 JC）                                                  |
| 2009年8月21日  | すばる光電子                                                                                     | 6631      | 情報・通信業     | ディー・ブレイン（現 日本クラウド）                                    |
| 2009年9月25日  | ホライズンワークス                                                                               | 3637      | 情報・通信業     | キャタリスト（現 JC）                                                  |
| 2009年9月25日  | CUBEホテルズインターナショナル                                                                   | 2194      | サービス業       | エイチ・エス                                                           |
| 2009年11月4日  | メディアサポート                                                                                 | 9026      | 陸運業           | キャタリスト、アルバース（現 EVOLUTION JAPAN）5                        |
| 2010年1月6日   | ラグネットジャパン                                                                               | 3158      | 小売業           | キャタリスト（現 JC）                                                  |
| 2010年4月21日  | プログレスインターナショナル                                                                     | 3162      | 小売業           | ディー・ブレイン（現 日本クラウド）                                    |
| 2010年5月6日   | サンマエデュケーション6                                                                          | 2197      | サービス業       | キャタリスト（現 JC）                                                  |
| 2010年6月17日  | イー・エム・エー                                                                                 | 3164      | 小売業           | ディー・ブレイン（現 日本クラウド）                                    |
| 2010年9月6日   | エイチエス                                                                                       | 3642      | 情報・通信業     | ディー・ブレイン（現 日本クラウド）                                    |
| 2010年9月15日  | 日本ティーエムアイ                                                                               | 2199      | サービス業       | キャタリスト（現 JC）                                                  |
| 2010年11月4日  | CBMI                                                                                             | 3643      | 情報・通信業     | みどり（現 日本クラウド）                                              |
| 2011年3月25日  | アインザ                                                                                         | 3650      | 情報・通信業     | みどり（現 日本クラウド）                                              |
| 2011年4月5日   | トライアンフコーポレーション                                                                     | 3651      | 情報・通信業     | キャタリスト（現 JC）、アルバース（現 EVOLUTION JAPAN）7               |
| 2011年5月9日   | わかば総研第１回無担保転換社債型新株予約権付社債（転換社債型新株予約権付社債間限定同順位特約付） | 900012192 | サービス業       | アルバース（現 EVOLUTION JAPAN）                                       |
| 2014年2月20日  | ヴォルフガング                                                                                   | 3684      | 情報・通信業     | 日本クラウド                                                           |

Notes
1）名学館→名学館ホールディングスから商号変更
2）ディー・ブレイン証券→みどり証券から商号変更
3）指定時～ディー・ブレイン証券（現 日本クラウド）、2011年1月13日～アルバース証券（現 EVOLUTION JAPAN証券）
4）ユウキのカレーから商号変更
5）指定時～キャタリスト証券（現 JC証券）、2012年1月27日～アルバース証券（現 EVOLUTION JAPAN証券）
6）2010年9月13日、エマージング区分へ区分変更

7）指定時～キャタリスト証券（現 JC証券）、2012年1月27日～アルバース証券（現 EVOLUTION JAPAN証券）。2013年3月1日、エマージング区分へ区分変更

### 投信・SPC区分
投資証券等。
| 気配提示開始日 | 企業名                   | コード | 業種     | 主幹事証券     |
| -------------- | ------------------------ | ------ | -------- | -------------- |
| 2001年4月2日   | ジェイ不動産証券投資法人 | 8971   | 投資証券 | アイティーエム |

## 取引廃止銘柄

### 上位市場へ上場した銘柄
指定銘柄が証券取引所に上場したケースは次の通り。
| 取引廃止年月 | 企業名                         | コード | 上場変更先 |
| ------------ | ------------------------------ | ------ | --- |
| 2001年3月    | カワセコンピュータサプライ     | 7851   | 大阪証券取引所2部 （現・東京証券取引所スタンダード）                                                              |
| 2003年2月    | ビジネス・ワンホールディングス | 4827   | 福岡証券取引所Q-Board                                                                                             |
| 2003年4月    | パラカ                         | 4809   | 東京証券取引所マザーズ （のちに東京証券取引所1部へ市場変更→・現・東京証券取引所プライム）                         |
| 2003年5月    | YAMATO                         | 7853   | 東京証券取引所マザーズ （のちに東京証券取引所2部へ市場変更→上場廃止）                                             |
| 2004年2月    | 日本産業ホールディングズ       | 4352   | 札幌証券取引所アンビシャス （のちに上場廃止）                                                                     |
| 2005年4月    | 高知銀行                       | 8416   | 東京証券取引所2部 （のちに東京証券取引所1部へ指定替え→現・東京証券取引所スタンダード）                            |
| 2005年10月   | エイジア                       | 2352   | 東京証券取引所マザーズ （のちに東京証券取引所1部へ市場変更→現・東京証券取引所プライム）                           |
| 2006年6月    | ラ・アトレ                     | 8885   | 大阪証券取引所ヘラクレス （のちに上場廃止）                                                                       |
| 2006年12月   | マルマエ                       | 6264   | 東京証券取引所マザーズ （のちに東京証券取引所1部へ市場変更→現・東京証券取引所プライム）                           |
| 2007年2月    | インネクスト                   | 6660   | 札幌証券取引所アンビシャス （のちに上場廃止）                                                                     |
| 2007年9月    | オストジャパングループ         | 2757   | 札幌証券取引所アンビシャス （のちに上場廃止）                                                                     |
| 2012年12月   | グランディーズ                 | 3261   | 福岡証券取引所Q-Board （のちに東京証券取引所マザーズ→東京証券取引所グロースへ重複上場）                           |
| 2013年6月    | 碧 (那覇市の企業)              | 3039   | 東京証券取引所TOKYO PRO Market（のちに上場廃止）                                                                  |
| 2015年11月   | トライアンフコーポレーション   | 3651   | 東京証券取引所TOKYO PRO Market （のちに上場廃止）                                                                 |
| 2016年3月    | ブラス                         | 2424   | 東京証券取引所マザーズ （のちに東京証券取引所1部へ市場変更→現・東京証券取引所プライム・名古屋証券取引所プレミア） |
| 2016年3月    | コンピュータマインド           | 2452   | 東京証券取引所TOKYO PRO Market                                                                                    |
| 2016年11月   | フィル・カンパニー             | 3267   | 東京証券取引所マザーズ （のちに東京証券取引所1部へ市場変更→現・東京証券取引所プライム）                           |
| 2017年9月    | 富士テクノソリューションズ     | 2336   | 東京証券取引所TOKYO PRO Market                                                                                    |
| 2017年12月   | イオレ                         | 2334   | 東京証券取引所マザーズ                                                                                            |

### 合併・株式交換等により実質的に上場した銘柄
上場会社と合併・株式交換等により実質的に上場した銘柄ケースは次の通り。
| 取引廃止年月日 | 企業名                   | コード | 廃止事由 |
| -------------- | ------------------------ | ------ | --- |
| 2005年1月13日  | テキスト                 | 3312   | メガネトップ(7541)と吸収合併                                                                                     |
| 2009年1月17日  | アレックシステムサービス | 3369   | 株式交換によりレカム(3323)の完全子会社化                                                                         |
| 2009年2月24日  | オリエント時計           | 7764   | セイコーエプソン(6724)完全子会社化                                                                               |
| 2009年3月1日   | ジェット証券             | 8695   | オリックス証券に吸収合併、オリックス(8591)株式が割当て。オリックス証券はその後マネックスグループ(8698)に吸収合併 |
| 2009年12月19日 | ジパング                 | 2457   | プライム、現ジパング(2684)に吸収合併                                                                             |

### 上場以外の理由で取引廃止となった銘柄

#### 1999年以前
制度開始当初、証券コードが付与されていなかった。
| 企業名                                      |
| ------------------------------------------- |
| クイズノス・ジャパン                        |
| 島崎製作所                                  |
| シィ・エイ・ティ                            |
| 三菱マテリアル建材                          |
| トーキ                                      |
| 大正銀行                                    |
| にっぱん                                    |
| 芙蓉インテリジェンス                        |
| 毎日放送(現在のMBSメディアホールディングス) |
| 和歌山銀行（のち吸収合併）                  |
| 山陽放送（現在のRSKホールディングス）       |
| 鈴鹿サーキットランド                        |
| 但馬銀行                                    |
| 北陸窯業                                    |
| 旭精工                                      |
| 石川銀行（のち破綻）                        |
| 福井鉄道                                    |
| ビジランテ                                  |

#### 2000年以降
| 取引廃止年月日 | 企業名                                                                                           | コード    | 廃止事由                               |
| -------------- | ------------------------------------------------------------------------------------------------ | --------- | -------------------------------------- |
| 2000年10月11日 | テスコン                                                                                         | 6865      | 指定取消しを申請                       |
| 2001年4月1日   | トーカイ                                                                                         | 5452      | 指定取消しを申請                       |
| 2001年6月14日  | ケア・フロント                                                                                   | 4806      | 指定取消しを申請                       |
| 2002年5月8日   | ララ                                                                                             | 1732      | 自己破産                               |
| 2003年1月15日  | オフィスG&P                                                                                      | 4353      | 指定取消しを申請                       |
| 2003年2月18日  | アライブ                                                                                         | 6404      | 指定取消しを申請                       |
| 2003年4月1日   | 日商岩井130%コールオプション条項付第1回無担保転換社債                                            | 900018063 | 届出の取り下げ                         |
| 2003年10月16日 | セルフケア・ニュース                                                                             | 3718      | 事業停止                               |
| 2003年10月16日 | ビーエルジェー                                                                                   | 4810      | 自己破産                               |
| 2003年10月16日 | 風船工房匠                                                                                       | 7852      | 適法意見の監査報告書未提出             |
| 2003年12月13日 | テックウェイ                                                                                     | 2755      | 適法意見の監査報告書未提出             |
| 2003年12月18日 | スリーエス・フーズ                                                                               | 2770      | 募集・売出が行われなかったため         |
| 2003年12月30日 | クセロ                                                                                           | 4805      | 公開買受                               |
| 2004年3月19日  | アスコット・コム                                                                                 | 4804      | 事業停止                               |
| 2004年4月9日   | イオレ                                                                                           | 2334      | 指定取消しを申請                       |
| 2004年5月7日   | レジナ                                                                                           | 2783      | 指定取消しを申請                       |
| 2004年5月26日  | 日本システムデザイン                                                                             | 3721      | 指定取消しを申請                       |
| 2004年7月5日   | キューブプランニング                                                                             | 2365      | 完全子会社化                           |
| 2004年8月3日   | 雄山閣                                                                                           | 9469      | 指定取消しを申請                       |
| 2004年12月6日  | キノシタオート                                                                                   | 2745      | 完全子会社化                           |
| 2004年12月9日  | 東亜テクノ                                                                                       | 6673      | 適法意見の監査報告書未提出             |
| 2004年12月15日 | クゥール・エ                                                                                     | 3327      | 指定取消しを申請                       |
| 2004年12月28日 | チョウエイハンズ                                                                                 | 1727      | 完全子会社化のため                     |
| 2005年1月13日  | テキスト                                                                                         | 3312      | 吸収合併                               |
| 2005年2月21日  | ファイネストコミュニケーションズ                                                                 | 2313      | 事業停止                               |
| 2005年3月14日  | 日本起重機製作所                                                                                 | 6308      | 会社清算                               |
| 2005年4月1日   | 金沢名鉄丸越百貨店                                                                               |           | リージョナル区分の廃止                 |
| 2005年4月1日   | 北日本放送                                                                                       |           | リージョナル区分の廃止                 |
| 2005年4月1日   | 廣貫堂                                                                                           |           | リージョナル区分の廃止                 |
| 2005年4月1日   | センコー産業                                                                                     |           | リージョナル区分の廃止                 |
| 2005年4月1日   | 太平                                                                                             |           | リージョナル区分の廃止                 |
| 2005年4月1日   | 立山開発鉄道                                                                                     |           | リージョナル区分の廃止                 |
| 2005年4月1日   | 戸出物産                                                                                         |           | リージョナル区分の廃止                 |
| 2005年4月1日   | 富山第一銀行                                                                                     |           | リージョナル区分の廃止                 |
| 2005年4月1日   | 富山地方鉄道                                                                                     |           | リージョナル区分の廃止                 |
| 2005年4月1日   | 奈良交通                                                                                         |           | リージョナル区分の廃止                 |
| 2005年4月1日   | 日本海ガス                                                                                       |           | リージョナル区分の廃止                 |
| 2005年4月1日   | 福井鉄道                                                                                         |           | リージョナル区分の廃止                 |
| 2005年4月1日   | 福邦銀行                                                                                         |           | リージョナル区分の廃止                 |
| 2005年4月1日   | ホクコン                                                                                         |           | リージョナル区分の廃止                 |
| 2005年4月1日   | 北陸鉄道                                                                                         |           | リージョナル区分の廃止                 |
| 2005年4月1日   | YKK                                                                                              |           | リージョナル区分の廃止                 |
| 2005年4月1日   | パレスホテル                                                                                     |           | リージョナル区分の廃止                 |
| 2005年4月13日  | アライブ                                                                                         | 6404      | 指定取消しを申請                       |
| 2005年5月19日  | アータライブ                                                                                     | 2367      | 指定取消しを申請                       |
| 2005年9月14日  | アイピーオー                                                                                     | 3743      | 適法意見の監査報告書未提出             |
| 2005年10月3日  | レッド写真サービス                                                                               | 4285      | 適法意見の監査報告書未提出             |
| 2006年2月15日  | グリーンパーク・ミュージック                                                                     | 2474      | 届出の取り下げ                         |
| 2006年2月23日  | 日本環境美化協会                                                                                 | 2380      | 適法意見の監査報告書未提出             |
| 2006年2月27日  | 東海金属工業                                                                                     | 1713      | 指定取消しを申請                       |
| 2006年3月6日   | スペリオル                                                                                       | 2348      | 指定取消しを申請                       |
| 2006年4月1日   | 大秦                                                                                             | 2699      | 公正慣習規則第2号に抵触                |
| 2006年6月3日   | フォス                                                                                           | 4986      | 指定取消しを申請                       |
| 2006年7月22日  | 旅館栃の樹亭                                                                                     | 2422      | 指定取消しを申請                       |
| 2006年8月21日  | 野外科学                                                                                         | 2339      | 指定取消しを申請                       |
| 2006年9月1日   | エクセルシア                                                                                     | 4081      | 適法意見の監査報告書未提出             |
| 2006年9月2日   | エコワールド沖縄                                                                                 | 6725      | 会社情報の開示が行われないため         |
| 2006年9月8日   | TDOグラフィックス                                                                                | 2765      | 適法意見の監査報告書未提出             |
| 2006年11月14日 | チャイルドフッド                                                                                 | 3728      | 指定取消しを申請                       |
| 2006年12月1日  | マルモ商事                                                                                       | 3056      | 指定取消しを申請                       |
| 2006年12月1日  | エイワット                                                                                       | 6595      | 指定取消しを申請                       |
| 2007年1月7日   | シーオージ                                                                                       | 3737      | 指定取消しを申請                       |
| 2007年1月20日  | ヒューリブ                                                                                       | 3314      | 指定取消しを申請                       |
| 2007年3月2日   | 寿々工                                                                                           | 3438      | 指定取消しを申請                       |
| 2007年3月7日   | CMJ JAPAN                                                                                        | 3795      | 破産手続き開始のため                   |
| 2007年3月10日  | 日本システムアンドマネージメント                                                                 | 8797      | 適法意見の監査報告書未提出             |
| 2007年3月31日  | フィスコン                                                                                       | 2771      | 会社情報の開示が行われないため         |
| 2007年6月17日  | アメンド                                                                                         | 2439      | 適法意見の監査報告書未提出             |
| 2007年7月27日  | きくや                                                                                           | 2225      | 適法意見の監査報告書未提出             |
| 2007年10月7日  | イルカネットワーク                                                                               | 2358      | 適性意見の監査報告書未提出             |
| 2007年11月27日 | ブラス                                                                                           | 2424      | 指定取消しを申請                       |
| 2007年12月1日  | アクティヴジャパン                                                                               | 3357      | 適性意見の監査報告書未提出             |
| 2007年12月16日 | オオシマ自工                                                                                     | 7216      | 適性意見の監査報告書未提出             |
| 2008年1月27日  | ユニメディカル                                                                                   | 4562      | 適性意見の監査報告書未提出             |
| 2008年1月29日  | メッセージワン                                                                                   | 2357      | 適性意見の監査報告書未提出             |
| 2008年2月5日   | アイシービーアイワイジャパン                                                                     | 2704      | 適性意見の監査報告書未提出             |
| 2008年3月29日  | 第一住創                                                                                         | 1404      | 民事再生手続き開始の為                 |
| 2008年4月20日  | 丸美                                                                                             | 8932      | 指定取消しを申請                       |
| 2008年4月26日  | エトレ                                                                                           | 2382      | 適性意見の監査報告書未提出             |
| 2008年5月1日   | アイリンク                                                                                       | 3761      | 適性意見の監査報告書未提出             |
| 2008年7月7日   | オイシーズ                                                                                       | 3365      | 指定取消しを申請                       |
| 2008年7月24日  | 京ろまん                                                                                         | 2785      | 指定取消しを申請                       |
| 2008年7月27日  | コンピュータ･イメージ研究所                                                                      | 4354      | 指定取消しを申請                       |
| 2008年7月27日  | ジェイ・クリエイション                                                                           | 3757      | 指定取消しを申請                       |
| 2008年8月19日  | オプトグラフ                                                                                     | 2319      | 指定取消しを申請                       |
| 2008年8月25日  | ユーホーケミカル                                                                                 | 4411      | 指定取消しを申請                       |
| 2008年9月1日   | ASS                                                                                              | 1410      | 指定取消しを申請                       |
| 2008年9月2日   | エムディケー                                                                                     | 6733      | 指定取消しを申請                       |
| 2008年12月5日  | 私塾                                                                                             | 2390      | 指定取消しを申請                       |
| 2009年1月2日   | ファーストドリーム                                                                               | 2129      | 指定取消しを申請                       |
| 2009年1月17日  | アレックシステムサービス                                                                         | 3369      | 指定取消しを申請                       |
| 2009年1月23日  | サン･ダイアル                                                                                    | 2381      | 指定取消しを申請                       |
| 2009年2月24日  | オリエント時計                                                                                   | 7764      | 完全子会社化                           |
| 2009年3月1日   | ジェット証券                                                                                     | 8695      | オリックス証券に吸収合併               |
| 2009年3月1日   | コマップ                                                                                         | 2407      | 指定取消しを申請                       |
| 2009年4月28日  | カナヤマコーポレーション                                                                         | 8926      | 事業戦略上プライベートカンパニーを選択 |
| 2009年5月1日   | クルーズ・ジャパン                                                                               | 3378      | 事業戦略上プライベートカンパニーを選択 |
| 2009年5月8日   | ガイアフィールド                                                                                 | 8916      | 事業戦略上プライベートカンパニーを選択 |
| 2009年6月1日   | リビングワールド                                                                                 | 3262      | 事業戦略上プライベートカンパニーを選択 |
| 2009年6月16日  | デジタルコンテンツ                                                                               | 3805      | 事業戦略上プライベートカンパニーを選択 |
| 2009年7月27日  | 東京住宅                                                                                         | 1415      | 事業戦略上プライベートカンパニーを選択 |
| 2009年8月11日  | ケイ・エム・エー                                                                                 | 2343      | 事業戦略上プライベートカンパニーを選択 |
| 2009年9月1日   | コーラルカーム                                                                                   | 2187      | 事業戦略上プライベートカンパニーを選択 |
| 2009年9月15日  | パフ                                                                                             | 4808      | 事業戦略上プライベートカンパニーを選択 |
| 2009年11月1日  | サイオーシルクサイエンス                                                                         | 3342      | 事業戦略上プライベートカンパニーを選択 |
| 2009年11月8日  | はせ川コーポレーション                                                                           | 3389      | 適性意見の監査報告書未提出             |
| 2009年11月14日 | レイアパートナーズ                                                                               | 1411      | 事業戦略上プライベートカンパニーを選択 |
| 2009年11月29日 | ユニビオ                                                                                         | 2482      | 事業戦略上プライベートカンパニーを選択 |
| 2009年12月1日  | バースデー                                                                                       | 3149      | 事業戦略上プライベートカンパニーを選択 |
| 2009年12月19日 | ジパング                                                                                         | 2457      | プライムに吸収合併                     |
| 2010年1月1日   | 沖縄アクターズスクール                                                                           | 2184      | 事業戦略上プライベートカンパニーを選択 |
| 2010年3月5日   | 技建                                                                                             | 1406      | 破産手続き開始のため                   |
| 2010年4月2日   | フィル・カンパニー                                                                               | 3267      | 事業戦略上プライベートカンパニーを選択 |
| 2010年5月21日  | ウインド・カー                                                                                   | 3152      | 事業戦略上プライベートカンパニーを選択 |
| 2010年5月23日  | すばる光電子                                                                                     | 6631      | 事業戦略上プライベートカンパニーを選択 |
| 2010年7月19日  | パブリックトラスト                                                                               | 3142      | 適正意見の監査報告書提出されず         |
| 2010年7月30日  | エグザート                                                                                       | 3621      | 事業戦略上プライベートカンパニーを選択 |
| 2010年8月31日  | ワンズ                                                                                           | 2141      | 会社情報の開示が行われないため         |
| 2010年9月28日  | iSERVE                                                                                           | 2171      | 事業戦略上プライベートカンパニーを選択 |
| 2010年10月1日  | ホライズンワークス                                                                               | 3637      | 事業戦略上プライベートカンパニーを選択 |
| 2010年10月17日 | プログレスインターナショナル                                                                     | 3162      | 破産手続き開始のため                   |
| 2010年12月25日 | アイジーコンサルティング                                                                         | 1714      | 事業戦略上プライベートカンパニーを選択 |
| 2011年1月17日  | リライフコーポレーション                                                                         | 1409      | 事業戦略上プライベートカンパニーを選択 |
| 2011年1月31日  | CUBEホテルズインターナショナル                                                                   | 2194      | 事業戦略上プライベートカンパニーを選択 |
| 2011年3月1日   | イー・エム・エー                                                                                 | 3164      | 指定取消しを申請                       |
| 2011年5月9日   | ハウインターナショナル                                                                           | 3729      | 事業戦略上プライベートカンパニーを選択 |
| 2011年5月29日  | エイチエス                                                                                       | 3642      | 事業戦略上プライベートカンパニーを選択 |
| 2011年6月30日  | わかば総研第１回無担保転換社債型新株予約権付社債（転換社債型新株予約権付社債間限定同順位特約付） | 900012192 | 募集終了                               |
| 2011年7月1日   | ラグネットジャパン                                                                               | 3158      | 事業戦略上プライベートカンパニーを選択 |
| 2011年8月30日  | アクシコ                                                                                         | 2312      | 会社情報の開示が行われないため         |
| 2011年9月1日   | 日本ティーエムアイ                                                                               | 2199      | 日本証券業協会により指定取消           |
| 2011年9月3日   | 自由が丘フラワーズ                                                                               | 3363      | 事業戦略上プライベートカンパニーを選択 |
| 2011年9月13日  | ジェイ不動産証券投資法人                                                                         | 8971      | 投資法人の解散                         |
| 2011年10月21日 | わかば総研                                                                                       | 2192      | 取扱会員により指定取消しの届出         |
| 2011年10月28日 | 日本ホームスパン                                                                                 | 3219      | 適正意見の監査報告書提出されず         |
| 2011年10月29日 | ライフステーション                                                                               | 8773      | 事業戦略上プライベートカンパニーを選択 |
| 2012年2月4日   | サンマエデュケーション                                                                           | 2197      | 日本証券業協会により指定取消           |
| 2012年2月4日   | グッドコム                                                                                       | 3155      | 日本証券業協会により指定取消           |
| 2012年2月14日  | 宝木スタッフサービス                                                                             | 2472      | 事業戦略上プライベートカンパニーを選択 |
| 2012年4月29日  | ミック経済研究所                                                                                 | 3759      | 事業戦略上プライベートカンパニーを選択 |
| 2012年6月8日   | 立神工業                                                                                         | 2443      | 事業戦略上プライベートカンパニーを選択 |
| 2012年6月12日  | CBMI                                                                                             | 3643      | 公認会計士を選任しない                 |
| 2012年6月30日  | アイコーメディカル                                                                               | 2441      | 事業戦略上プライベートカンパニーを選択 |
| 2012年7月9日   | カーゾーン                                                                                       | 2161      | 公認会計士を選任しない                 |
| 2012年8月3日   | ミナミ保険                                                                                       | 8768      | 株券不発行を決議したため               |
| 2012年8月26日  | アインザ                                                                                         | 3650      | 事業戦略上プライベートカンパニーを選択 |
| 2013年2月22日  | 碧 (那覇市の企業)                                                                                | 3039      | 株券不発行が決議される見込みのため     |
| 2013年7月4日   | ファインネットテクノロジー                                                                       | 3631      | 株券不発行が決議されたため             |
| 2014年1月25日  | アサヒ商会                                                                                       | 3368      | 事業戦略上プライベートカンパニーを選択 |
| 2014年2月27日  | ジャパン・トゥエンティワン                                                                       | 2308      | 株券不発行が決議されたため             |
| 2014年7月24日  | 日本クラウド証券                                                                                 | 2125      | 株式移転                               |
| 2014年11月15日 | バディーグループ                                                                                 | 2189      | 株式移転                               |
| 2014年12月10日 | 日本ジッコウ                                                                                     | 2741      | 事業戦略上プライベートカンパニーを選択 |
| 2015年3月24日  | ヴォルフガング                                                                                   | 3684      | 取扱会員により指定取消しの届出         |
| 2015年6月30日  | コンピュータマインド                                                                             | 2452      | 事業戦略上取締役会で指定取消しを決議   |
| 2015年7月14日  | アメニティ                                                                                       | 2188      | 事業戦略上プライベートカンパニーを選択 |
| 2015年7月24日  | テクノシステムズ                                                                                 | 2456      | 事業戦略上プライベートカンパニーを選択 |
| 2015年7月31日  | 日本エコカ工業                                                                                   | 3345      | 事業戦略上プライベートカンパニーを選択 |
| 2015年8月28日  | シーキューブ                                                                                     | 2739      | 会社情報の開示が行われないため         |
| 2015年9月18日  | トライアンフコーポレーション                                                                     | 3651      | 株券不発行が決議されたため             |
| 2015年9月18日  | オートハマーズ                                                                                   | 3081      | 指定取消しを申請                       |
| 2015年11月30日 | ネクサスホールディングス                                                                         | 3748      | 指定取消しを申請                       |
| 2015年12月14日 | 洛王セレモニー                                                                                   | 2368      | 指定取消しを申請                       |
| 2016年3月31日  | インフォース                                                                                     | 3144      | 指定取消しを申請                       |
| 2016年6月30日  | メディアサポート                                                                                 | 9026      | 指定取消しを申請                       |
| 2016年9月6日   | 旅籠屋                                                                                           | 4807      | 指定取消しを申請                       |
| 2016年9月28日  | 電子システム                                                                                     | 1733      | 指定取消しを申請                       |
| 2017年2月25日  | マイコロジーテクノ                                                                               | 3145      | 指定取消しを申請                       |
| 2017年3月8日   | 富士テクノソリューションズ                                                                       | 2336      | 指定取消しを申請                       |
| 2017年4月17日  | リビングギャラリー                                                                               | 8930      | 指定取消しを申請                       |
| 2017年6月14日  | OMソーラー                                                                                       | 2401      | 指定取消しを申請                       |
| 2017年7月30日  | 春うららかな書房                                                                                 | 3380      | 指定取消しを申請                       |
| 2017年9月13日  | K-GOLDインターナショナル                                                                         | 2679      | 指定取消しを申請                       |
| 2017年9月29日  | 三国商事                                                                                         | 8026      | 指定取消しを申請                       |
| 2018年1月19日  | 太陽毛絲紡績                                                                                     | 3211      | 指定取消しを申請                       |
| 2018年2月23日  | 太平化学製品                                                                                     | 4223      | 指定取消しを申請                       |
| 2018年2月28日  | 深川製磁                                                                                         | 5335      | 指定取消しを申請                       |
| 2018年3月16日  | アイ・ラーニング                                                                                 | 2442      | 指定取消しを申請                       |
| 2018年3月17日  | レキオス                                                                                         | 8994      | 指定取消しを申請                       |
| 2018年3月29日  | 名学館ホールディングス                                                                           | 2455      | 指定取消しを申請                       |
| 2018年3月31日  | 大生産業                                                                                         | 1403      | 指定取消しを申請                       |
| 2018年3月31日  | ダッツ                                                                                           | 3336      | 指定取消しを申請                       |
| 2018年3月31日  | チッソ                                                                                           | 4006      | 指定取消しを申請                       |
| 2018年3月31日  | プラス・テク                                                                                     | 4219      | 指定取消しを申請                       |
| 2018年3月31日  | 信貴造船所                                                                                       | 7052      | 指定取消しを申請                       |

## 株価指数
グリーンシートの株価指数としてエマージングとオーディナリーの全銘柄を対象とした株価指数ERIX（エリックス）と時価総額・利益水準等の一定基準を満たした主要銘柄で構成される株価指数ERIX Core（エリックスコア）があった。同指数の算出や銘柄選定はST. compass Corp.が2004年10月20日から時価総額加重方式（時価総額加重平均型株価指数）で行っていた。

### ERIX
ERIX（エリックス）は、グリーンシートのエマージングとオーディナリーの銘柄区分の株式を対象として、ST. compass Corp.が毎営業日算出している株価指数である。グリーンシート唯一の株価指数として普及していた。「ERIX」（エリックス）はEmerging stock price Indexの略称。
ERIXは、グリーンシートのエマージングとオーディナリーの銘柄区分の株式の時価総額の合計を終値ベースで評価し、基準日である2004年10月20日の時価総額を100として、指数化した時価総額加重平均型株価指数の株価指数である。新規指定登録・指定取消・増減資などにより修正される。
略史
- 2004年10月20日 ERIXの算出を開始
- 2005年10月3日 オーディナリー区分銘柄をERIXの算出対象に加える

### ERIX Core
ERIX Core（エリックスコア）とは、グリーンシートのエマージングとオーディナリーの銘柄区分の株式を対象として、ST. compass Corp.が銘柄を選定し毎営業日算出している株価指数であった。
グリーンシート唯一の株価指数であるERIXとともに、グリーンシートの主要銘柄群の株価指数として普及していた。
ERIX Coreは、グリーンシートのエマージングとオーディナリーの銘柄区分よりST. compass Corp.が選定した株式の時価総額の合計を終値ベースで評価し、基準日である2004年10月20日の時価総額を100として、指数化した時価総額加重平均型株価指数の株価指数である。銘柄の選定基準はST. compass Corp.が定めていて、時価総額・利益水準等の一定基準を満たした銘柄のみで構成されていた。ERIX Core銘柄の選定・除外は3ヶ月ごとに実施されていた。
略史
- 2004年10月20日 ERIX Coreの算出をERIXとともに開始
- 2005年10月3日 オーディナリー区分銘柄をERIX Coreの選定対象に加える

構成銘柄
グリーンシートのエマージング銘柄区分とオーディナリー銘柄区分の内国普通株式を対象にST. compass Corp.が定めた選定基準に該当する銘柄。2009年3月31日現在、延べ17銘柄がERIX Core採用銘柄となっていた。